# MV Saviz
MV Saviz là một tàu chở hàng của hãng tàu biển Cộng hòa Hồi giáo Iran, thường được biết đến với tên gọi IRISL Group. Nó bị lực lượng Phòng vệ Israel tấn công vào ngày 6 tháng 4 năm 2021 bằng thủy lôi.

## Thông tin
MV Saviz được đăng ký với Tổ chức Hàng hải Quốc tế là một tàu chở hàng dân sự, thuộc sở hữu của IRISL Group, một công ty thuộc của chính phủ Iran. Con tàu đã đóng ở Biển Đỏ trong nhiều năm, được cho là một căn cứ cho Lực lượng Vệ binh Cách mạng Iran. Tehran luôn khẳng định đây là "tàu phi quân sự", giúp đảm bảo an ninh và chống cướp biển. Theo Trung tâm Chống khủng bố Hoa Kỳ, con tàu có các vòm và ăng ten tín hiệu. Nó được tin rằng trang bị ít nhất ba xuồng cao tốc trên boong, được sử dụng để đưa đón nhân viên đến Yemen.

## Lịch sử
Tờ Haaretz của Israel trích dẫn các báo cáo vào năm 2021 rằng Saviz từng là trung tâm chỉ huy cho các hoạt động của Iran ở Yemen và châu Phi. Sự hiện diện của con tàu trong khu vực, đã nhiều lần bị Ả Rập Xê Út chỉ trích. Các chuyên gia cho biết, con tàu này thực hiện nhiệm vụ hỗ trợ cho phiến quân Houthi của Yemen trong Nội chiến Yemen.
Theo các dữ liệu theo dõi, tàu Saviz đã đến Biển Đỏ vào cuối năm 2016, nhận tiếp tế và chuyển thủy thủ đoàn thông qua các tàu của Iran.
Saviz nằm trong danh sách bị trừng phạt của chính quyền Tổng thống Mỹ Donald Trump vào năm 2018.

## Sự cố năm 2021
Hãng thông tấn Tasnim của Iran đưa tin vào tối ngày 6 tháng 4 năm 2021, tàu Saviz bị hư hại do vụ nổ ở gần bờ biển Djibouti, gây thiệt hại nhẹ và không có trường hợp tử vong nào được báo cáo. Vào thời điểm này, con tàu được cho là đang hộ tống các tàu buôn của Iran trên Biển Đỏ.. Retrieved 2021-04-07.
}}</ref>
Dẫn lời một quan chức Mỹ giấu tên, New York Times cho biết hôm 6/4 rằng, Israel xác nhận đứng sau vụ tấn công tàu MV Saviz.